# Tercio Oriamendi
El Tercio Oriamendi  formado por 1600 requetés guipuzcoanos, participó en la guerra civil española a partir de su creación el 14 de noviembre de 1936.

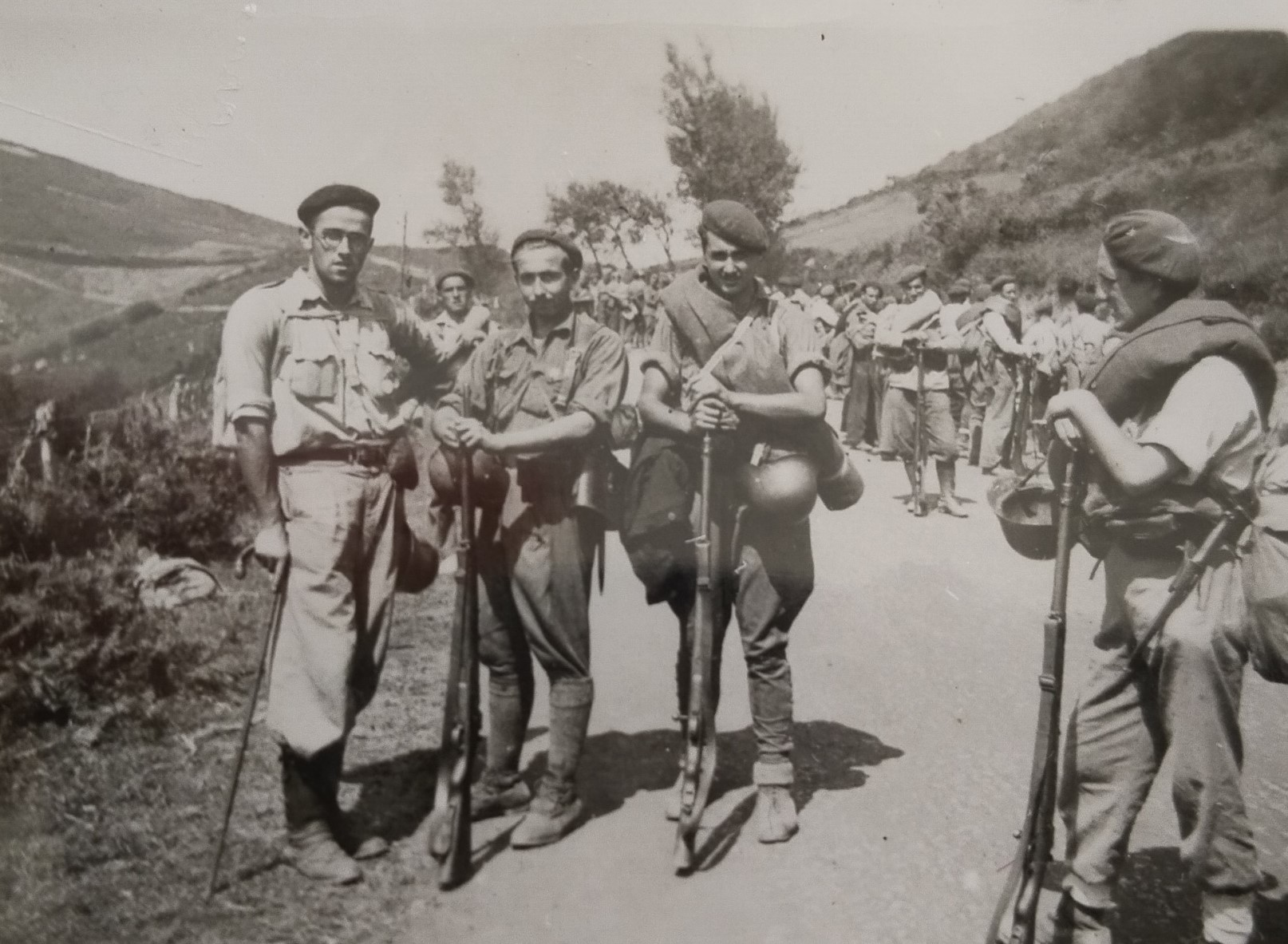
Requetés del tercio Oriamendi

Los requetés, también llamados boinas rojas,  eran la fuerza armada del carlismo que llegada la guerra civil  tomó partido por el bando rebelde  en defensa del ideario tradicionalista.
Actuaron como fuerza de choque en primera línea de batalla lo que le llevó a ser de los cuerpos con más muertos con un 10% del total de los  voluntarios y un mayor número de heridos.
Se componía de cuatro compañías según el origen de sus componentes: 1.ª compañía de San Sebastián, 2.ª compañía de Tolosaldea, 3.ª compañía de Ordicia y  Rentería, 4.ª compañía de Beasain.
Hubo otros dos tercios de requetés guipuzcoanos: San Ignacio con mozos procedentes de  Azpeitia, Azcoitia, Zarauz, Zumaya,  Cestona y Zumalacárregui. de Oñate, Vergara y Mondragón.

## Contexto histórico

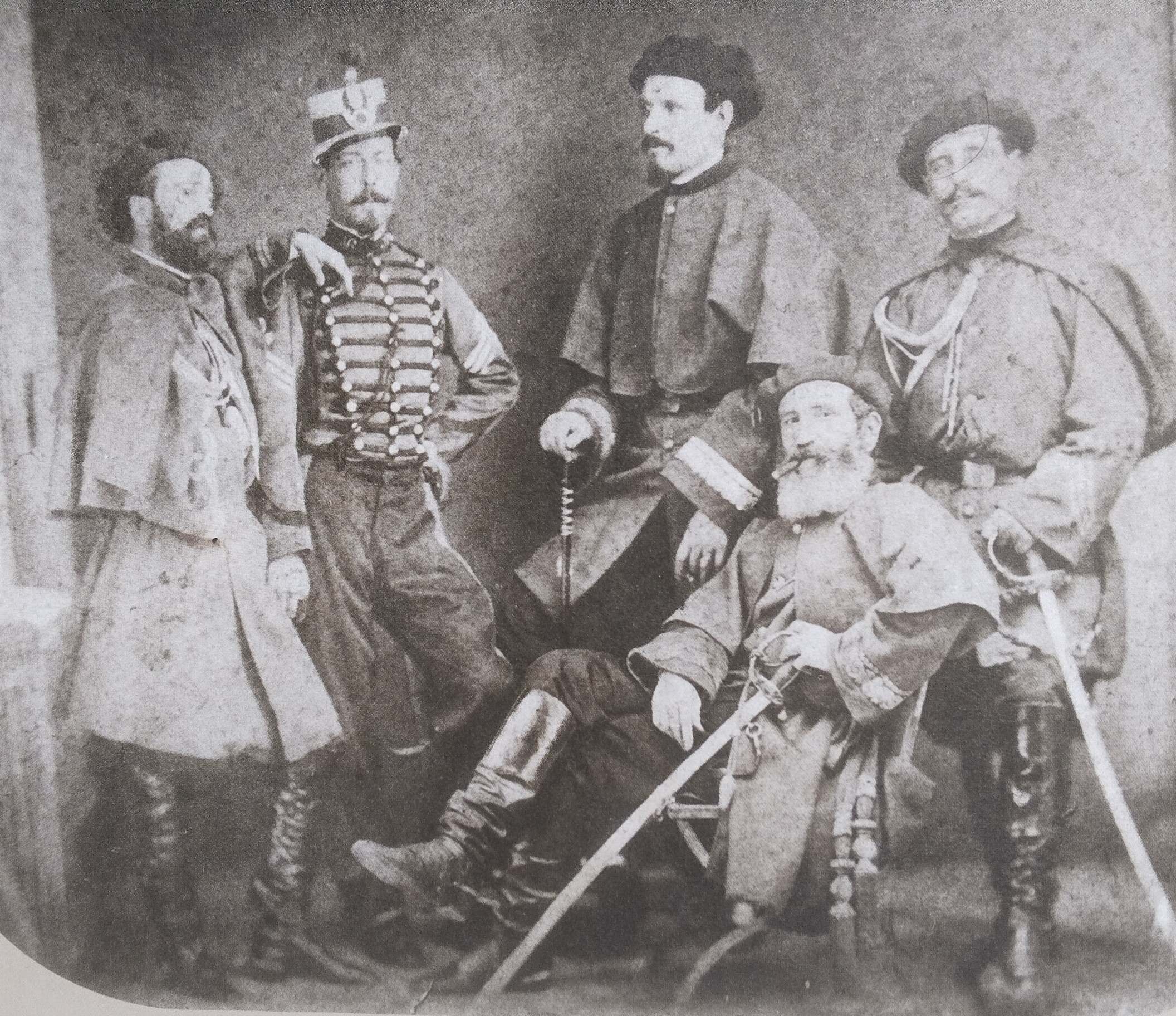
Generales carlistas del siglo XIX

El carlismo fue un movimiento político  conservador de los más importantes en España a lo largo del siglo XIX. De hecho, participó en tres guerras civiles en ese periodo.
Era un partido tradicionalista, defensora de la religión, la patria, los fueros y  el rey. 
En Guipúzcoa tuvo mucho seguimiento en el siglo XIX, pero con la llegada del siglo XX y el desarrollo de otras fuerzas conservadoras como el Partido Nacionalista Vasco, el carlismo fue menguando aunque mantenía su influencia en amplias zonas de la provincia, especialmente en Tolosaldea. 
La procedencia de sus componentes era mayoritariamernte rural donde la religión y las tradiciones tenían más peso que en ámbitos urbanos. El estallido de la guerra civil hizo que resurgiera de su historia tomando  partido por el bando rebelde. 
El Requeté era un cuerpo de voluntarios, aunque muchos de sus componentes eran quintos que iban a ser llamados a filas de un bando u otro. 
Cada compañía tenía dos sanitarios, estudiantes de medicina o médicos, un acemilero y un sacerdote.

## Guerra Civil
Entró en combate por primera vez el 13 de noviembre de 1936 en el frente de Mondragón. Siguió por Saibigain, Peñas de Lemona, el Gallo-Cinturón de Hierro hasta la entrada en Bilbao el 19 de junio.
Participó en la batalla de Teruel y posteriormente en el frente de Aragón con el paso del río Cinca para terminar la campaña en Guadalajara.

## Postguerra
El hecho de ser una fuerza de choque en el frente, hizo que no participaran en la represión ocurrida en la retaguardia.
Ya desde el final de la guerra civil en adelante, el nuevo régimen asumió todas las estructuras del poder político convirtiendo al carlismo en un partido marginal.
La supresión de los Fueros fue otro de los hechos controvertidos entre el carlismo y el nuevo régimen lo que le  llevó al desarraigo y a la práctica desaparición del carlismo de la escena política.